# Akania bidwillii
Akania bidwillii, vrsta biljaka dvosupnica iz Australije i Nove Kaledonije koja čini monotipski rod i porodicu Akaniaceae. U Australiji raste na sjeveroistoku Novog Južnog Walesa i jugoistoku Queenslanda. Fanerofit.
Godine 1860. škotski biolog Robert Hogg opisao ju je pod imenom Lomatia bidwillii, rod Lomatia (lomacija) pripada porodici Proteaceae, a tek 1862 za nju je osnovan poseban rod Akania.

## Sinonimi
- Akania hillii Benth. & Hook.f.
- Cupania lucens F.Muell.
- Akania lucens (F.Muell.) Airy Shaw
- Lomatia bidwillii Hend. ex Hogg